# بيرغ كلارك
بيرغ كلارك (بالإنجليزية: Birge Clark) هو مهندس معماري أمريكي، ولد في 16 أبريل 1893، وتوفي في 30 أبريل 1989.